# Calomys venustus
La laucha cordobesa (Calomys venustus) es una especie de roedor de pequeño tamaño perteneciente al género Calomys de la familia Cricetidae. Habita en el centro del Cono Sur de Sudamérica.

## Taxonomía
Esta especie fue descrita originalmente en el año 1894 por el zoólogo británico Oldfield Thomas.
Algunos autores la han colcado como subespecie de C. boliviae o C. venustus.
Localidad tipo
La localidad tipo referida es: Argentina, provincia de Córdoba, Cosquín.

## Distribución geográfica
Esta especie es endémica de áreas serranas de la provincia de Córdoba, en la región central de la Argentina.

## Conservación
Según la organización internacional dedicada a la conservación de los recursos naturales Unión Internacional para la Conservación de la Naturaleza (IUCN), al no poseer mayores peligros y vivir en algunas áreas protegidas, la clasificó como una especie bajo “preocupación menor” en su obra: Lista Roja de Especies Amenazadas.